# Carles Manera Erbina
Carles Manera Erbina, né en 1957 à Palma de Majorque, est un historien et économiste majorquin du Parti socialiste.

## Biographie
Docteur en histoire de l'université des îles Baléares (UIB), il est également titulaire du doctorat en sciences économiques de l'université de Barcelone. Il occupe la chaire d'histoire de l'université des Baléares.
En 1996, il est nommé vice-recteur de l'UIB, chargé de la planification économico-administrative, fonction qu'il conserve jusqu'en 2003. Quatre ans plus tard, en 2007, il se présente aux élections pour le poste de recteur de l'université, mais il est battu dès le premier tour. Le 9 juillet de la même année, Francesc Antich le nomme conseiller à l'Économie, aux Finances et à l'Innovation du gouvernement régional.
Avant sa nomination, il collaborait aux journaux Última Hora et Diari de Balears.